# Lobophytum michaelae
Lobophytum michaelae is een zachte koraalsoort uit de familie Alcyoniidae. De koraalsoort komt uit het geslacht Lobophytum. Lobophytum michaelae werd in 1956 voor het eerst wetenschappelijk beschreven door Tixier-Durivault. 